# Journal of Agricultural, Biological, and Environmental Statistics
Journal of Agricultural, Biological, and Environmental Statistics (ook JABES) is een internationaal, aan collegiale toetsing onderworpen wetenschappelijk tijdschrift op het gebied van de
biostatistiek.
De naam wordt in literatuurverwijzingen meestal afgekort tot J. Agr. Biol. Environ. Stat.
Het wordt uitgegeven door Springer Science+Business Media namens de American Statistical Association en verschijnt 4 keer per jaar.